# Haustür Augsburger Straße 4 (Landsberg am Lech)

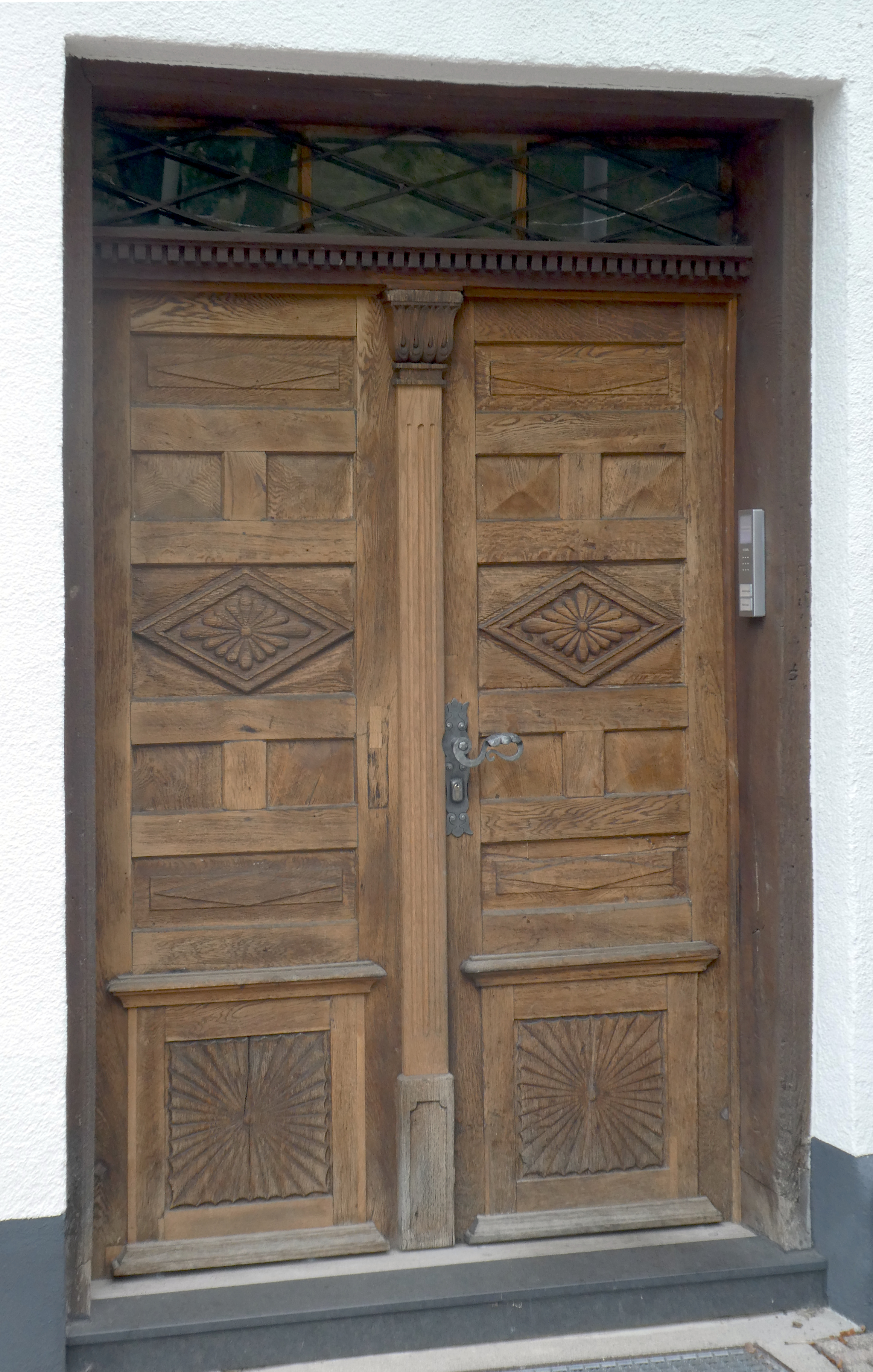
Haustür Augsburger Straße 4 in Landsberg am Lech

Die Haustür Augsburger Straße 4 in Landsberg am Lech, der Kreisstadt des oberbayerischen Landkreises Landsberg am Lech, wurde um 1830/40 geschaffen. Die Haustür des Wohnhauses ist ein geschütztes Baudenkmal.
Der in die Mitte gesetzte Hauseingang an der südlichen Traufseite besitzt eine zweiflügelige Holztür mit Oberlicht und kanneliertem Pilaster als Anschlag. Sie besteht aus zwei jeweils achtfeldrigen Türblättern mit geometrisierendem  Schnitzornament.